# Damien Wilson
Damien Wilson (Gloster, 28 maggio 1993) è un giocatore di football americano statunitense che milita nel ruolo di linebacker per i Carolina Panthers della National Football League (NFL).

## Carriera

### Dallas Cowboys
Dopo avere giocato al college a Minnesota, Wilson fu scelto dai Dallas Cowboys nel corso del quarto giro (127º assoluto) del Draft NFL 2015. Debuttò come professionista subentrando nella gara della settimana 1 vinta contro i New York Giants. La sua stagione da rookie terminò con 15 tackle disputando tutte le 16 partite, nessuna delle quali come titolare.

### Kansas City Chiefs
Nel 2019 Wilson firmò con i Kansas City Chiefs. Il 2 febbraio 2020 partì come titolare nel Super Bowl LIV contro i San Francisco 49ers che i Chiefs vinsero per 31-20, conquistando il primo titolo dopo cinquant'anni. Nella finalissima mise a segno 4 tackle.

### Jacksonville Jaguars
Il 2 aprile 2021 Wilson firmò con i Jacksonville Jaguars.

### Carolina Panthers
Il 17 marzo 2022 Wilson firmò un contratto biennale con i Carolina Panthers.

## Palmarès
- Super Bowl : 1

Kansas City Chiefs: LIV
- American Football Conference Championship: 2

Kansas City Chiefs: 2019, 2020

## Statistiche
| Partite totali      | 16  |
| Partite da titolare | 0   |
| Tackle totali       | 15  |
| Sack                | 0,0 |
| Intercetti          | 0   |
| Fumble forzati      | 0   |

Statistiche aggiornate alla stagione 2015